# Эскадренные миноносцы типа «Сакура»
Эскадренные миноносцы типа «Сакура» (яп. 櫻型駆逐艦 Сакурагата кутикукан) — тип японских эскадренных миноносцев.
Как и последующие японские эсминцы II класса времён Первой Мировой войны, имеют «растительные» названия.

## Строительство
Первые японские эсминцы II класса, заказаны по судостроительной программе 1910 года. Как и в случае с предыдущим типом, было заказано всего два корабля, на основе которых должны были строиться последующие серии. Представители типа «Сакура» стали первыми эскадренными миноносцами чисто японского проекта.
Как и корабли типа «Умикадзэ», обладали высоким полубаком, что позволило говорить о хорошей мореходности. Машинно-котельная установка на них также располагалась линейно, котлы имели смешанное угольно-нефтяное отопление. Дымоходы носовых котлов попарно выводились в две дымовые трубы, кормовой имел свою собственную, что определило специфический силуэт.
В силу невозможности производства паровых турбин в Японии были применены устаревшие четырехцилиндровые паровые машины «компаунд», обладавшие большей удельной мощностью по сравнению с машинами тройного расширения. Несмотря на это, формально японские эсминцы были несколько быстроходнее, чем британские эсминцы тех лет, хотя многое зависело от навыков и выносливости кочегаров.
Вооружение кораблей было аналогично установленному на кораблях типа «Умикадзэ»-одно 120-мм орудие с длиной ствола 40 калибров и 4 75-мм орудия с длиной ствола 40 калибров(против 2 и 5),4 450-мм торпедных аппарата, сохранив, таким образом, все его минусы. 120-мм орудие Армстронга образца 1890 года было слишком тяжело для эсминца таких размеров и обладало недостаточной скорострельностью, а 450-мм торпеды к 1911 году успели морально устареть, ввиду появления более мощных 533-мм.
Развитием проекта стали эсминцы типа «Каба».

## История службы
Вместе с эсминцами типа «Умикадзэ» «Сакура» и «Татибана» стали наиболее современными японскими эсминцами, входили в состав 1-й эскадры эсминцев Объединенного флота. В начале 20-х годов прошли модернизацию: на них увеличили высоту первой дымовой трубы, установили дальномер на носовом мостике и броневой щит на орудии главного калибра.
В 1931 году «Сакура» и «Татибана» были исключены из состава флота и в 1932 году, после непродолжительного использования для вспомогательных нужд, сданы на слом.

## Представители серии
| Название          | Место постройки  | Заложен             | Спущен на воду       | Вступил в строй   | Судьба                          |
| ----------------- | ---------------- | ------------------- | -------------------- | ----------------- | ------------------------------- |
| Сакура (яп. 櫻)   | Майдзуру, Япония | 31 марта 1911 года  | 20 декабря 1911 года | 21 мая 1912 года  | Сдан на слом в апреле 1932 года |
| Татибана (яп. 橘) | Майдзуру, Япония | 29 апреля 1911 года | 27 января 1912 года  | 25 июня 1912 года | Сдан на слом в апреле 1932 года |